# 山達基
山達基是一套由美國作家L·羅恩·賀伯特所創立的新宗教運動，不同人也將這套信仰實踐體系及其推廣運動分類為邪教、商業機構、宗教或信任骗局。
山達基的前身是賀伯特創立的一套自我幫助的系統：戴尼提。賀伯特隨後將這一理論不斷完善，並為了稅務優化而將此套系統宗教化，稱之爲「山達基」。1954年，他於美國紐澤西正式建立了山達基教會，該教會至今是推廣山達基的最大組織。據2014年調查估計，全世界山達基信徒（稱山達基人）的數量約為三萬人。
山達基認為人是有輪迴的精神個體，但創傷事件會在人的心靈中產生類似命令的潛意識記錄（稱「印痕」），使得他忘記自己真正的本質。恢復靈性本質的方法，是通過稱為「聽析」的一種宗教服務來消除這些不良記錄。被聽析者可以意識清醒地重新經歷他們過去的痛苦事件，以便讓他們的靈性從那些事件的影響中釋放出來。每一次「聽析」教會都會收取相應費用，並使信徒在「通往完全自由之橋」上逐步升級。一旦「聽析員」認定某人已沒有「印痕」，他們就會被賦予「清新」狀態。
山達基的宗教服務和書本有著明定的價格，信徒必須付費接受「聽析」並逐步獲得研讀的教材。在獲得「清新」狀態後，信徒可以進一步購買「運作中的希坦」這類高級別靈修課程，費用也相應水漲船高。這些高級別的經典著作是嚴格保密的，並通常僅在信徒捐贈數十萬美金之後達到相應級別以後才會對其公開。儘管教會努力將其保密，但實際上因為沃勒斯海姆案和菲什曼案的公開庭審資料，這些高階文本在維基解密等許多網站均已可以免費閲讀。
山達基的高階經典認定人類的前世來自於外星文明：在7500萬年前一位稱作「茲努」的外星領袖為解決人口過剩問題，將數十億臣民送至地球並用熱核武器屠殺，外星人受傷的靈魂遺留在地球上，並藉著人類的身體不斷轉世，他們的「印痕」從而給人類帶來各種疾病。儘管這一故事對大多數低階山達基人保密，它實際上是山達基救贖論的核心神話結構。山達基此一教義經常成為流行文化嘲諷的對象。
山達基教自從其成立起就開始飽受爭議與反對，原因包括其獨特的實踐活動、高昂的收費標準以及存在很多爭議的教會活動，具體事件包括信徒在教會的照顧下死亡，前信徒指控遭受剝削或被迫墮胎，其中有數次事件甚至是大規模有組織的犯罪活動，例如在1970年代，山达基的信徒參與了一項對美國政府等機關的犯罪滲透——「白雪公主行動」，導致教會的11名高管因多項罪行被美國聯邦法院定罪併入獄。1978年，賀伯特在缺席的情況下被法國一家法院判定犯有欺詐罪，並被判處四年徒刑。1992年，加拿大一家法院判定山達基多倫多市機構對執法和政府機構進行了間諜活動而且違反信任罪，後來安大略省上訴法院維持原判。山達基教會在2009年被法國法院判定犯有欺詐罪，法国最高法院於2013年維持了這項判決。
政府調查報告、國際議會機構、學者、法官和多国高等法院判決均將山達基教會視為危險的邪教機構和操縱性的營利產業。許多學者和記者觀察到，山達基機構運營的首要動機和目標是利潤。目前，山達基教會在一些國家通過不懈地動用法律手段已被合法認定為宗教團體，而在其他國家依各国规定被視為邪教或營利組織。

## 綜述
有許多山達基組織實行和推廣山達基的運用，最著名的就是山達基教會。山達基教會建立并贊助了多種基於「山達基技術」的社會服務計畫，包括：快樂之道，一本表述了數十條道德規範的手冊；那可拿，無毒世界基金會的一個反毒品的計畫；可明納，一個協助監獄罪犯的更生改善計畫；公民人權委員會，旨在抹黑和消除精神病學领域的组织；學習技術，一套獨特的教學法；志願牧師，一個完成網上課程即可以參與援助災民的計畫等。另外，山達基也開設了達爾菲學校（The Delphian School）和贺伯特管理学院等不被认可的私立教育机构，還有山達基世界企業協會來教育和統籌山達基人的企業管理文化。此類不直接表明與山達基關係的外圍組織，屬於清新擴展委員會，他們可以在間接招募教徒的同时，通過收取书籍版權及其他服务費用使教會獲得可觀的收入，完成建立一個山達基世界的任務。
除多国政府外，它也常被媒體、前山達基人描述為一個邪教，進行財務上的詐騙，並虐待其成員，為其靈性上的服務收取過高的費用。山達基教會對付這類的批評者一貫採用訴訟的手段，而它積極追趕其敵對者的態度，常被視為騷擾。另一個山達基人飽受爭議的信念在於，他們相信精神科医学的医疗技术具破壞性和杀伤性，並且已被濫用，因而认定這些技术方法必須被廢止。

## 名稱
山達基的英文單詞Scientology是一個由賀伯特發明的山達基術語，是英文單詞「科學」（science）的字源拉丁文單詞（scientia），與英文詞根-logy 組合而成。拉丁文的名詞scientia（知識、技巧）源自一個動詞 scīre（知道），英文的-logy則源自希臘文 λόγος （拉丁化：lógos），意指「使人了解」）。因此，Scientology 意指「了解關於知道」（英語：Knowing about knowing）。
在自身名稱中故意直接自稱「科學」，是期冀借用自然科學在公眾中「威望和合法性」的形象並從中受益。這種自我聲明式的自我科學化過程在其他的新興宗教中也可以見到，例如基督科學教會、宗教科學、美國摩爾人科學聖殿等。
在賀伯特使用這個英文詞之前，有兩個出版物曾已使用這一詞匯。1901年，艾倫·厄普得在寫作一本著作 The New Word 時，創造了Scientology這個詞，並作為一個輕蔑的用語用來代表「對科學的學說主義不經思考而盲目的接受」，亦即「盲目迷信科學的科学主义」之意。然而該出版者也寫道：「我沒有任何證據，證明賀伯特知道這本非常罕見的書」。1934年，哲學家Anastasius Nordenholz發表了一本書，當中用Scientology這個字來代表「有關科學的科學」:116-9。然而同樣無法確知賀伯特是否已知道這個字早先在該書中的用法:116-9:111。
山達基為官方中文名稱。非正式中文譯名包括意譯的「科學神教」、「科學教」或「科學教派」。

## 歷史

山達基十字架是山達基教會的標識，是賦予山達基宗教含義的符號之一社會學家Urban認爲它的設計來源於黃金黎明協會的玫瑰十字架。

根據創教者L·羅恩·賀伯特的說法，山達基是發展出來用以接替他之前的一套另類心靈治療體系「戴尼提」的。戴尼提的核心是一種稱為「聽析」的諮商技術。它原本是要用來作為一種新的心理治療方法，但在1950年，因被控無照教導醫術，宣揚戴尼提理論的基金會破產。
賀伯特隨後看到了將他的山達基運動合法地承認為宗教的優點。在1953年4月致其美國業務經理海倫·奧布萊恩的一封信中，他提議將山達基教轉變為一種宗教：「我們不需要診所。我們想要一個正在運營的診所，但不要在名義上是......。這是一個實際的商業問題，我等待你從宗教角度的回應」。賀伯特最終於1953年12月在美國紐澤西先後成立了三個組織推廣山達基運動——美國科學教會（Church of American Science）、 山達基教會、靈魂工程教會（Church of Spiritual Engineering）。
1959年，賀伯特在英國薩西克斯東格林斯地購置了聖崗莊園（Saint Hill Manor），這裡隨之成為山達基教會的全球總部和他的私人住所。因爲受到越來越多的批評，他決定采取强硬手段做出回應。1966年，教會組織成立了守護者辦公室，該部門致力於削弱並摧毀那些敵視山達基的人。美國聯邦調查局發現了美國史上最大的滲透事件——白雪公主行動，教會的特務人員侵入政府國稅局等機構並盜走數萬份文件。1977年7月，美國聯邦調查局突襲了華盛頓特區和洛杉磯的教會，揭露了教會對政府部門和其他公共機構的滲透，抓獲了多達五千名秘密特工，並將11名高層人員定罪入獄。教會罪行的公開披露引發了大衆對教會更加廣泛的譴責。
1967年，賀伯特建立了一個精英組織——海洋機構，成員來自山達基機構內部最忠誠的成員。到了1981年，時年21歲的大衛·密斯凱維奇成為了賀伯特在海洋機構中最親密的助手之一。他于次年成立了宗教技術中心並賦予該中心教義解釋權。此舉導致了山達基的教派分裂和一系列統稱為自由地帶的獨立山達基機構的誕生。1986年1月24日，L·羅恩·賀伯特在他的農場（鄰近美國加州聖路易歐比斯波）辭世，大衛·密斯凱維奇接任其為宗教領袖.。
1993年10月，美國國稅局撤銷了對山達基機構的所有訴訟，並承認國際山達基教會和附屬教會、中心等組織為完全免稅的宗教組織。
2013年，教會推出了史上最大的訓練計劃“黃金年代技術第二波”，將理論和實踐（稱“資料”和“技術”）重新編輯整理並改造了通往完全自由之橋，使得原有的訓練課程需要重新開始。

## 教義與活動

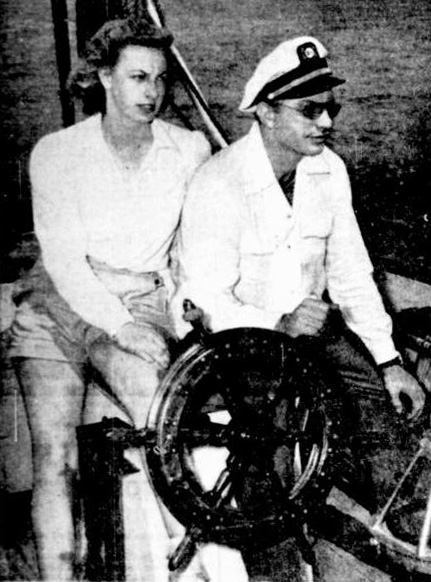
1946年的賀伯特與其第二任妻子莎拉在“藍水二號”（Blue Water II）船上，美國邁阿密。莎拉對戴尼提理論的形成和發展起到了重要的作用，是賀伯特的私人聽析員。

作爲創始人和魅力型权威，L·羅恩·賀伯特處於整套信仰體系的核心；而他的書籍則是山達基教義和實踐的來源。賀伯特其生撰寫了數百本書，山達基人實際上將其著作當作信仰用的典籍，而且其著作及理論被認為是完美的，不允許任何人進一步闡述或修改。宗教社會學家大衛·布羅姆利（David G. Bromley）認爲山達基是賀伯特“本人對哲學、物理學和心理學的綜合”。賀伯特則聲稱他的想法是透過研究和實驗發展來的，而不是透過超自然來源的啟示。賀伯特本人認為山達基是「一門應用宗教哲學，提供一個清楚而鮮明的深入理解，幫助你發揮心靈的潛能」。根據他的說法，它是由形上學說、心理學理論和道德教義組成。賀伯特在山達基教的聽析和課程中融入了各種催眠技術，但同時在教義中完全否定催眠術與心理學，這是他在信徒中建立依賴和服從的方法。
山達基的官方定義為「靈魂與自我、眾宇宙及其他生命間關係之研究與處理」，並强調其為一門應用性宗教，包括教育、戒毒、企業管理、婚姻、處理壓力、工作、藝術、溝通等等層面。賀伯特試圖「打破介於科學（客觀、外部）與宗教（主觀、內部）之間的障礙，並形成一份知識體系」，並聲稱山達基的認識論「完全的客觀」。
賀伯特一生中創造了數千個新的字彙。因爲這些字辭實際上對語言中原有的涵義進行了重新定義，因此也有教徒稱其爲「山達基語」。山達基人透過學習和使用這些複雜的術語，把非信徒與其隔離開來。山達基教書籍中通常把賀伯特的個人教誨和山達基教的見解與實踐方法說成是「技術」、「定理」、甚至「公理」，而不是信仰或信念。其中教會尤其强調戴尼提和山達基的實踐方法是「技術」，並宣稱這是根據他們的「科學精確度和可行性」所做出的無誤的「標準技術」。山達基教的要求的教育過程，也因此强調閲讀經典時不能略過任何一個不懂的字詞，而是需要通過每本書後的附錄和字典來學習字詞，而這便也稱爲「清字法」或是所謂「學習技術」。山達基教的「學習技術」是該信仰認爲的最有效的學習辦法。
根據山達基書籍，賀伯特「發現早已存在的真理，並透過研究形成公理」，聲稱該信仰與實踐皆基於嚴謹的研究，也就是說，其教義具有等同於在科學中公理和定律的重要性。盲目信仰被認為不如應用山達基教方法重要，並鼓勵山達基人在生活中通過個人體會來證實宗教的信仰。賀伯特說：「對於山達基人來說，對他所獲得的任何知識的最終檢驗是，『這些資料及其在生活中的使用是否真的改善了狀況？』」因此，許多山達基人不使用「信仰」或「信念」來描述山達基教教義如何影響他們的生活，而直接說他們「知道」它是真的。

### 聽析

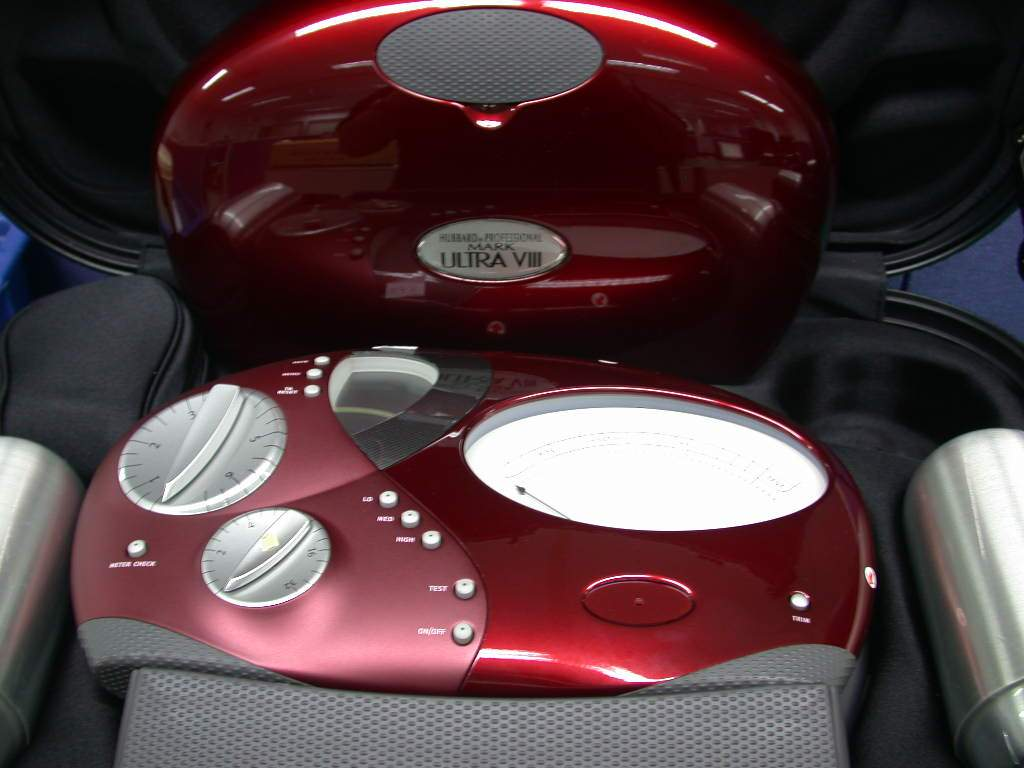
聽析所用的宗教用品——心靈電儀表。圖為2013年推出的最新款：賀伯特專業馬克八型。

山達基的核心實踐活動為「聽析」——由受訓練者幫助被聽析者清除「過去生命中的印痕」的過程。該過程由兩位山達基人進行，一位是經過訓練而提問的“聽析員”，而聽析的對象被稱為“待清新者”負責回答問題。山達基稱其目的是讓人意識清醒地回想自己過去某個遭受創傷的事件（術語稱「印痕」），使得之後可以從容面對。臨床心理學學者研究表明，聽析的目的是誘導受試對象進入輕度催眠狀態，並使其對此產生依賴性和服從性。
根據教義，「印痕」（英文：engram）的內容必須包含撞擊受傷或情緒上的失落（肉體疼痛或心靈上的打擊），包含了完全無意識或半無意識時所出現的每一種感知，是非理性行為和長期身心性疾病的根源。賀伯特認為，如果移除了「印痕」這一「心身疾病」的根源，那些人的希坦會被喚醒，就可被賦予「清新者」狀態，就會充滿活力、身體健康並提高智商，「瞭解他們真正的個人特質，並獲成完整的力量，以及控制質能時空」。這個想法吸引了很多人。
山達基教教導人們透過各個步驟達到「清新」層級和以上高階靈修的路線圖稱作《通往完全自由之橋》，是一張列舉各個步驟且必須按依次執行的大型圖表。超越「清新」的高階層級稱爲「運作中的希坦」，高階靈修步驟和內容對大多數山達基人都是秘密，其中包括山達基教義的創世神話。
聽析的輔助工具為心靈電儀表，它使微量電流流經人體，聲稱藉此可以測量一個人的心靈狀態或其狀態的改變。賀伯特最初宣稱並堅持這是根據最早的科學方法研究而得，「延續科學的敏感度，並進入靈性的真實性，這透過使用電儀表聽析才能體驗得到」。之後因被起訴無照行醫，現在電儀表上有免責聲明稱其作爲純粹的宗教用品。
山達基的聽析課程時數和相關教義的經典書籍和光碟須由學員按照價目表捐獻財物的形式換得，但是課程的價目金額則極少公開。據2009年美國聖崗機構曾公開的價目表估計，若想要達到聽析等級表上的「清新」狀態，在當時所需成本高達12萬8000美元。根據2011年的數據，若要完成整個“橋”上的全部課程，則需要40萬美元（相当于2024年的$559,000）。山達基教會組織常因服務的高價位被公衆批評，有學者因此展開研究並認定組織活動的主要動機為盈利。創始人賀伯特回應稱聽析服務的收費是必要的，因爲開展實踐活動需要做交易，并稱如果“聽析員”不獲取報酬則對聽析的雙方有害。

### 靈魂

運作中的希坦標識由英文字母OT組成。

根據賀伯特的理論和教導，人由身體、心靈、靈魂三部分組成。其中靈魂在山達基中以希臘字母西塔θ命名稱作「希坦」，含義是「精神個體」。賀伯特主張人的本質為希坦，它是一個人不朽的生命本身，存在于身體內部。它類似於其他宗教傳統中的靈魂或精神的概念。山達基認爲希坦本是擁有無限的能力與善良本質的，但因爲受到創傷，將自己混淆為必死的身體，並忘記了自己的原始本性。山達基聲稱通過「聽析」直接處理希坦，可以來改善其「八大動力」，使人達到「清新」狀態。在獲得「清新」狀態後，信徒可以進一步捐獻來參加「運作中的希坦」這類高級別靈修。
山達基世界觀中的宇宙由物質、能量、空間和時間構成（中文簡稱為「質能時空」，英文縮寫為MEST），人類身體包含在這個宇宙裏。山達基人相信希坦可以外化，即可以離開他們的身體。 希坦被認為是不朽的存在，并且不斷轉世。山達基人稱死亡為「丟下身體」。
山達基教中也簡略提到至高之神的存在，並稱其為無限，但作爲「八大動力」的最後一個，修行者不應該崇拜它，而是應該首先追求靈魂動力。在日常生活中，沒有信徒透過代禱來尋求此無上者的幫助。

### 太空歌劇和茲努神話

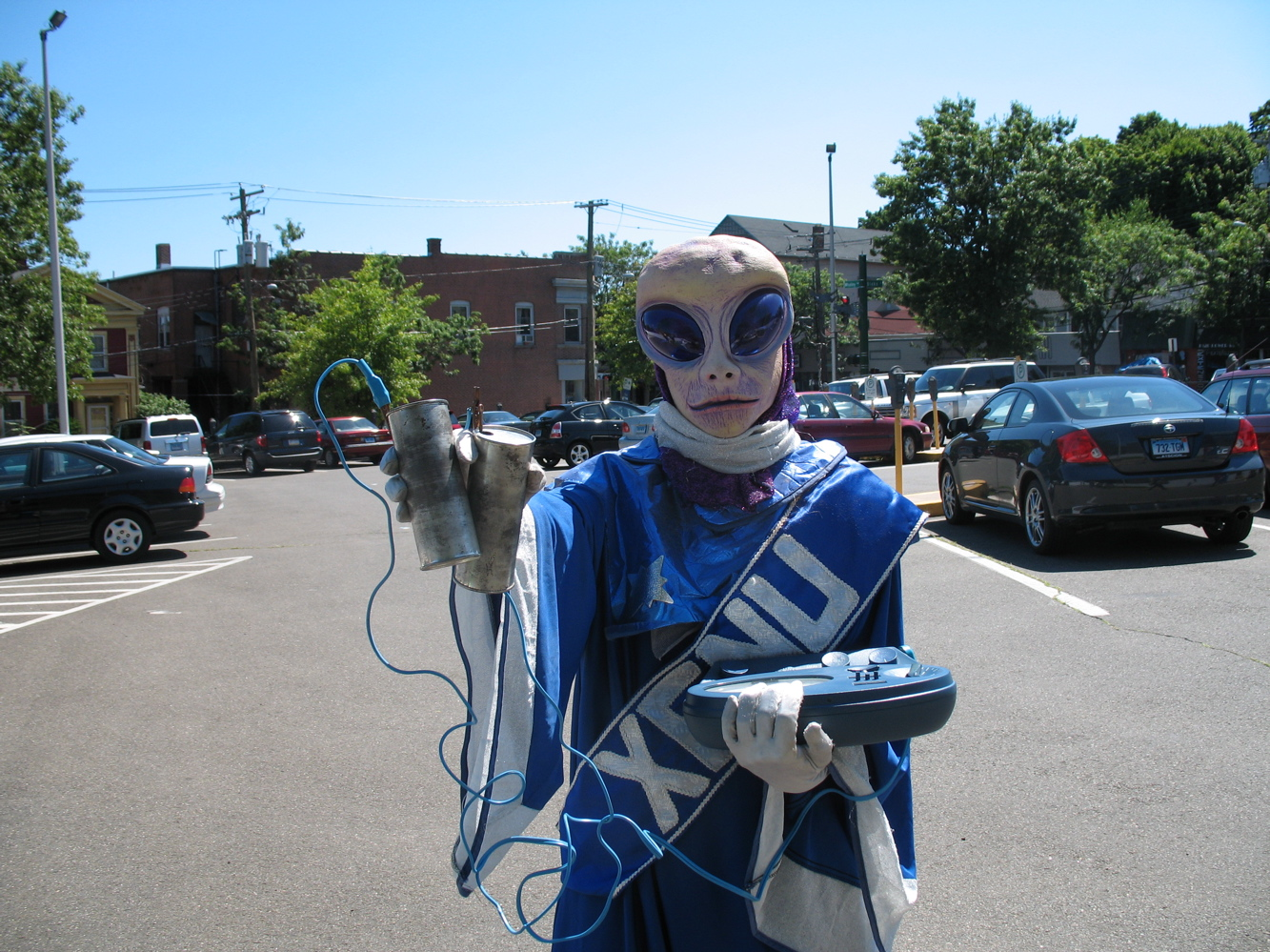
一位裝扮成兹努並手持心靈電儀表的人士。儘管低階山達基人不被允許得知，外星人兹努作爲山達基的經典宗教形象經常出現在抗議活動中。

山達基將賀伯特創作的太空歌劇故事當成該宗教的創世神話，並以“茲努”為核心構建了其救贖論的框架。
根據山達基教高階資料，“茲努”（英文：Xenu）是七千五百萬年前的銀河聯盟（Galactic Confederacy）首領，統治著26顆恆星及76顆行星，包括“提吉亞克”（Teegeeack，當時的地球）。為了解決人口過剩問題，茲努將數十億外星人送往地球各處的火山，然後引爆氫彈，將這些外星人殺死。外星人死後殘留下來的精神體，稱為希坦靈體（也譯「破希坦」），被帶到電影院灌輸奇怪的事件。灌輸完成後，破希坦寄託在人類身上並不斷轉世，成為對現代人類造成精神傷害的主要原因。山達基將一個人的靈魂稱為希坦（此名詞源於希臘字母θ），該教的最終目的就是讓人最終能夠擺脫破希坦的控制，而能夠自由控制自己的希坦。
賀伯特聲稱在1967年12月“發現”了茲努的故事，並「深入」了他的「時間軌跡」。山達基教導說，由於人類存在“茲努”的「植入物」，嘗試從“時間軌跡”中恢復這些信息通常會導致個體死亡，但如果藉助賀伯特的“技術”，這種死亡是可以避免的。即：過早瞭解該神話可能對那些沒有準備的人有害或致死，因此討論茲努的文件對大多數信徒保密。
關於茲努的教義後來被前高階信徒所洩露，並在作為案件的證據提交法庭之後成為公開檔案。該神話和相關教義可以在許多網站上獲得。時常參與宗教服務的信徒則否認該神話的存在，甚至教會高層成員也已經多次公開否認或盡量減少茲努故事的重要性，但最後也都不得不承認它的存在。儘管如此，賀伯特本人在很多場合下談到了茲努，且情節和他撰寫的其他科幻小說有相似之處，類似的故事要素在賀伯特1952年出版的《山達基：人類的歷史》一書中已出現過。

### 倫理
山達基對道德倫理和正義程序有自己獨特的定義。學者史蒂芬‧肯特認為，「山達基品格的目的是消除對手，然後消除人們對山達基以外事物的興趣。在這種『道德的』環境中，山達基將能夠給全社會强力地推行它自己的課程、哲學和『正義體系』（統稱為『技術』）」。「壓抑者」是山達基中非常重要的一個技術字，也是其品格系統的最重要的一個概念，即減弱或阻礙山達基運動的人:30。

### 符號和儀式
創始人賀伯特創造了許多符號性象徵性的概念，包括「八大動力」、「ARC三角形」和「KRC三角形」、山達基「S和雙三角形」符號、山達基十字架等等。山達基人慶祝七項節日活動，包括賀伯特生日、聽析員日和新年。另外在每週日會對非信徒和入門者提供免費的誦經服務，高聲朗誦賀伯特的經典。山達基也舉辦婚禮和葬禮儀式。

### 反對心理學和精神醫學
臨床和學術精神病學界在1950年代初均拒絕接受賀伯特的「心理學理論」。自那時起，山達基開始強烈反對精神病學和心理學，並希望用自己的方法取代它們。賀伯特和他的早期戴尼提組織在1950年代就已經因無證行醫而被起訴。
賀伯特教導山達基人說，精神病學是一種野蠻和腐敗的職業，並認為精神疾病是一種欺詐。精神科醫生要對世界上的許多錯誤負責，并稱精神病學在不同時期自願變爲政治鎮壓的工具，精神病學要為希特勒的意識形態負責，將納粹份子變成凶手負責，以及對納粹大屠殺負責。精神病學也需要為911事件和南非種族隔離負責:294。
山達基教會直接經營一個反精神病學組織公民人權委員會，並通過該組織經營一座反精神病學博物館「精神病學：死亡工業」。雖然賀伯特曾說過山達基不涉及精神病，但在註意到許多山達基人在使用他的「技術」後遭受精神崩潰後，他創建了「內省程式」（Introspection Rundown），一種殘酷且不人道但聲稱可以解決精神病發作的的方法:208-9。
1995年，山達基人麗莎·麥克弗森精神崩潰，被山達基人帶出醫院，並在山達基教堂內隔離17天之後去世，「內省程式」受到了公眾的密切關注:Part 2。在2003年，有拒絕為其兒子提供精神病治療而導致的艾莉·帕金斯謀殺案。2019年，在澳洲雪梨，一位同樣因為其母親拒絕提供精神病治療的台灣少年，因試圖阻止母親繼續參加教會課程而發作殺人。根據紀錄片《莉亞萊米妮：山達基教與劫後餘生》，因爲精神病發作而自殺的山達基人屢見不鮮。

## 自由地帶和獨立山達基人
「自由地帶」和「獨立山達基人」用來統稱在山達基教會之外實踐山達基的人和他們的組織。自由地帶者認為山達基教會的領導階層已經偏離了賀伯特的教義，同時堅稱自己對賀伯特的忠誠。1982年，大衛·密斯凱維吉創立了宗教技術中心並掌控了教義的最終解釋權。許多前山達基高層與其意見不和，因而紛紛被驅逐出教會而創立了各自的山達基組織。自由地帶中以「羅恩的機構」（Ron's Org）最為人所知，它由「阿波羅號」（山達基旗艦，海洋機構創始地）前任艦長比爾·羅伯森（Bill Robertson）於1984年創立並領導。
位於歐洲的羅恩機構（Ron's Org）於2023年仍在運營，它是一個鬆散的獨立分佈式團體，而不是一個集中組織。羅伯遜根據賀伯特的太空歌劇教學創造了「自由地帶」一詞。由於羅伯遜曾說過，他正在傳遞已故賀伯特的信息，並且已經獲得了山達基教會提供的OT八級以上的級別，因此許多新的“獨立人士”更願意稱自己為“獨立山達基教徒”，以與羅伯遜保持距離。
山達基教會對自由地帶充滿敵意，將獨立的山達基教徒貶稱為「松鼠」。

## 爭議
20世纪是众多新兴宗教展示的时代，唯山達基是从一开始即饱受争议，以及曾被几个政府先後（美国、英国、德国、加拿大、法國）镇压的宗教。與此同時，它也是当代历史上提起诉讼最多的宗教，而且其中大多數诉讼是針對政府组织的。
涉及山達基教會的爭議較多，其中一些仍在繼續，最主要的包括：
- 該組織成員的犯罪行為，包括對美國政府的滲透[3]。
- 以宗教習俗之名，有組織地抹黑、騷擾和攻擊其視為「敵人」的人，並反將自己稱爲受害者[3]。
- 教會要求山達基人與該組織「敵對」的朋友或家人斷絕關係，山達基術語稱“隔離”[137][138]。
- 有著無視現代醫學的一套獨特健康理論，此理論導致愛麗·帕金斯之死，並曾導致麗莎·麥克弗森在教會內死亡[139]。
- 禁止山達基人閲讀非官方的山達基「資料」或「負面消息」，並在網路上封鎖對其有負面的資訊
  - 包括：合法地迫使Google搜尋隱藏對其批評[140]，以商業機密之名隱藏其經文[141]，隨意移除維基百科上相關條目內容等。
- 該組織中上級對下級工作人員屢見不鮮的身體暴力，甚至包括山達基領袖大衛·密斯凱維吉對員工的毆打和羞辱[134][142]。

### 斂財
美國國稅局曾引用賀伯特的一句話，致富的方法是建立宗教。批評者指出賀伯特創立山達基教的主要目的即為斂財，他的衆多書信和命令都證明他利用宗教的特殊地位來避稅和逃脫無照行醫的指控。山達基在通往完全自由之橋的設計上有著大量的系列個人成長訓練課程，以各種名目歛財，尤其費用會在個人提昇課程到中後段之後變得極為高昂。賀伯特在其1964年的一封信中表示，25小時的聽析費用應相當於「普通中產階級三個月的工資」。根據2007年美國佛羅里達州坦帕機構的數據，一次12.5小時的聽析課程費用高達4000美元。
因山達基宗教服務常常以課程形式展現，目前山達基的官方網站僅有免費入門課程而不公開實際課程學費，學費金額只有親自到教會詢問才能得知。教會對課程支付則定義為宗教性質的「捐獻」行爲，故不能依消費者保護法退還。教會對無力捐款者僅提供一些免費入門書籍、介紹性演講、週日禮拜等與其宗教服務實際無關的咨詢和服務。根據“學習技術”，課程必須逐級學習不得跨越（否則稱「梯度過陡」），而高階課程內容對外完全保密，這一設定保證了信徒對教會支付的連續性。
除了課程之外，山達基教還販賣相關宗教出版物和宗教用品且均價格不菲，包括書籍、收錄創始人講座言論的CD、和心靈電儀表等。根據教會官網，書籍售價可從入門級別的新臺幣三百元逐步提升至基礎級別的數萬元（高級書籍價格保密），山達基教會認證的CD播放機“清晰聆聽”售價則達430美元。最重要的宗教工具心靈電儀表售價為數千美元，而且如果退出的教徒想在网上二手出售，山達基教會以知識產權為由禁止出售它。
根據山達基品格與司法，教會的服務人員及高級主管的品格一定是極好和貞潔的，因此教會在行銷上更容易說服教友使用信貸來提前預付服務和產品，而不在乎信徒貸款利息等個人財務問題。

### 精神控制

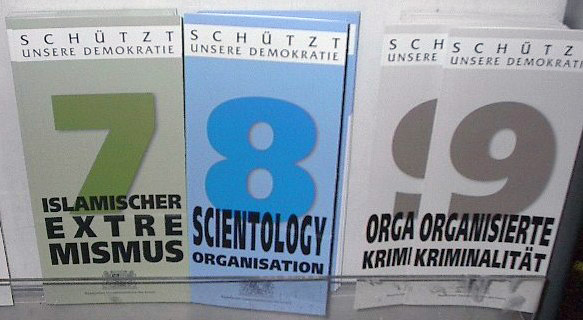
德國巴伐利亞憲法保衛局的“保衛我們的民主”傳單，數字下的德文從左至右分別為，伊斯蘭極端主義、山達基機構、有組織犯罪。

批評者指出山達基組織結構嚴密，且使用精神控制和洗腦手段。在歐美，少數離開該教派的前信徒號稱遇到精神困擾。根據一項指控，山達基教的招募工作人員故意關注那些生活中處於危機境地的人，因他們特別容易受到招募的影響。一種關於極權政府的囚犯行為變化的心理學理論被用來解釋山達基教成員所謂的個人自主權的喪失。
牛津能力分析是山達基的一種招徠方式，這一套精心設計的測試與牛津大學無關，其目的是使參試者產生恐慌和焦慮。招募者藉此使用心理操縱術 來推銷山達基教。該測試曾導致了卡雅·巴爾羅之死。
部份極端教友會偏激的曲解教會所訂下來的教義，以他們的理解去要求其他教友服從。像是以為"業績"而犠牲睡眠為光榮，跟著逼著其他同僚要一樣有使命感，減少睡眠完成工作。若不從該部門或團體會以不合群為名來排擠他。

### 無視醫學

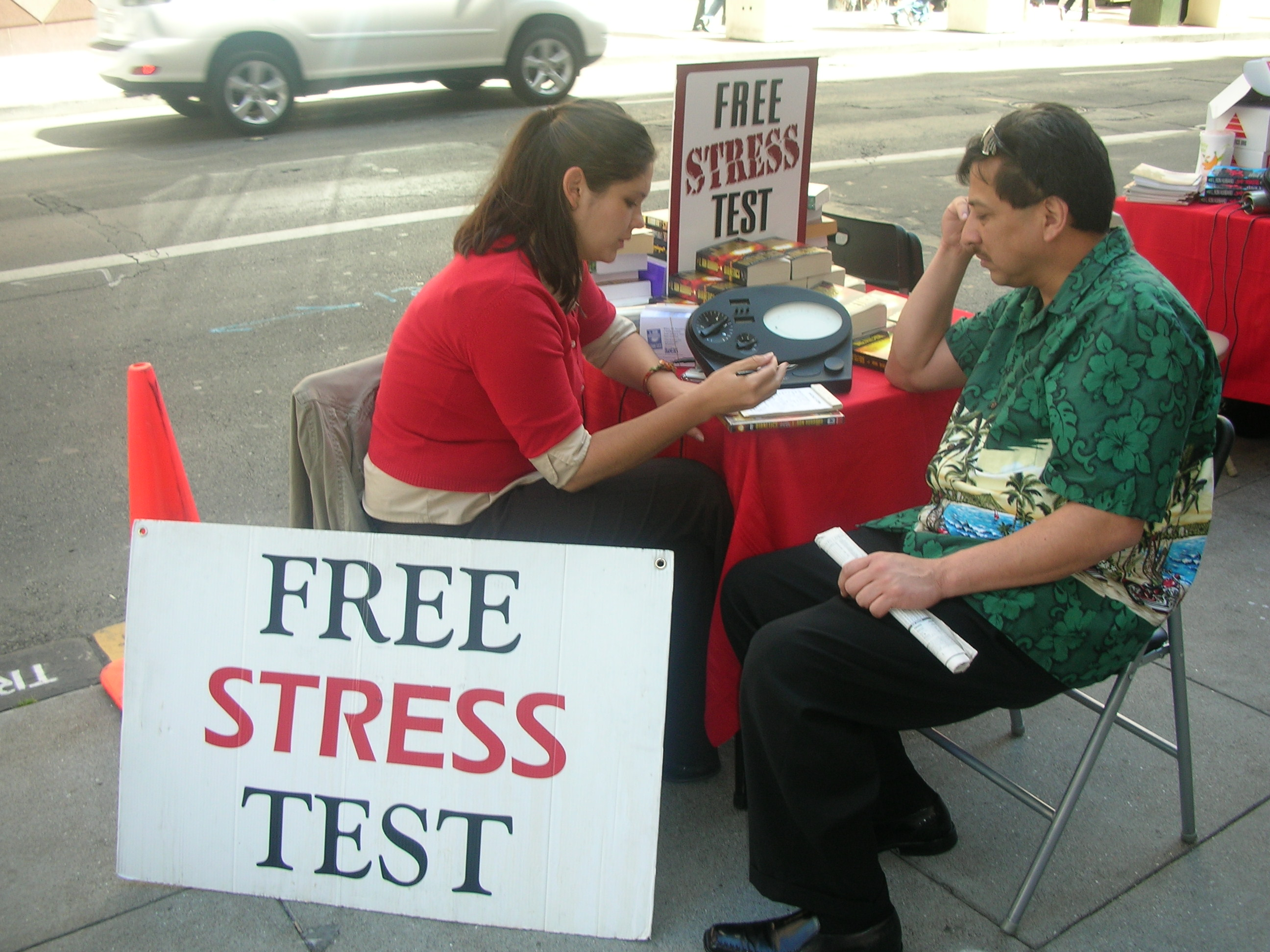
街頭傳教士通常以心靈電儀表搭配教會精密設計的牛津能力分析作爲「壓力測試」、「人格測試」來吸引路人、心理操縱並最終成功招攬信徒。

山達基教認為人類所有疾病的70%，包括癌症，都「不過是由心態所引起」的「服務性複製圖像」導致的「身心性疾病」。通過其聽析這一宗教活動，可以消除使人患病的主要原因（術語稱「反應式心靈」），尤其是當山達基人在到達其清新級別之後，則不容易感冒和患病。
教會組織在此假設理論之上推出一系列「民俗療法」及「偏方」並向民間推廣，在各國均引起相當大的爭議。例如，其「淨化程式」課程就毫無科學基礎地宣稱，人類服下的藥物和接觸過的化學物質將永遠囤積在人體的脂肪中，但只要參與課程通過洗三溫暖和排汗且服用大量菸鹼酸等維他命就能逆轉。醫學專家嚴正駁斥這樣的謬論，藥物並不會儲存在脂肪中，就算有也是十分微量的，在統計學上無顯著意義，更不可能透過數個小時的「催汗」來代謝藥物。截至2005年，醫界的共識是：「山達基的所謂健康宣導內容，是毫無任何醫學根據的」。山達基教的「旨在脫離藥物使用」的偏方被專家學者形容為「從醫學理論與實務上來說都是危險的，強不知以為知，以及假醫治、真詐財（medical fraud）」，醫學專家也認為山達基教的「教育計畫」的內容「毫無醫學知識可言，從基本的藥物對生理、心理的交互作用及藥物濫用都與具有科學實證的醫學證據相違背，甚至連用詞都出現張冠李戴的情形」。
教會組織回應稱，主流醫學對於山達基的「偏方」存有偏見，因此那些「鼓吹用藥的醫學專家學者無法相信該組織能提供一種不需服藥就能治百病的療法」。該組織表示，那些對於山達基的詆毀皆是肇因於自身的偏見人格所致。也因此那些人是「藥物濫用的擁護者，不是在吸毒就是在販毒」。
因爲山達基反對精神病學，信仰山達基的精神病人發作最終導致死亡的案件屢見不鮮。最爲著名的是1995年發生於美國的麗莎·麥克弗森案。因山達基不當使用另類療法，又不顧正規醫師建議，勸病患不要在醫院接受治療，最終導致患者精神崩潰絕食死亡。此案纏訟近十年，於2004年由山達基教會賠款予被害者家屬，達成庭外和解。
2010年，山達基向澳大利亞酗酒原住民提供「藥彈療法」(drug bomb therapy)，這種藥物除了會導致胃部潰瘍以外，还會導致原本患有腎臟疾病者死亡，该疗法之后被澳大利亞衛生部叫停。
除此之外，山達基以其外圍組織無毒世界協會透過反毒宣導的手法宣傳山達基的健康理論。在剛果、墨西哥、哥倫比亞、台灣等健康教育欠缺的國家成功招募了新信徒。但因其宣導滲入了山達基信仰和錯誤醫學常識，實際上在美國等已開發國家被廣泛拒絕。

### 有組織地騷擾和攻擊批評者
山達基對批評者進行私人調查、人格誹謗和法律訴訟。根據創始人羅恩·賀伯特的倡導，在與批評者打交道時，他的信徒應該「時刻發現或製造足夠的威脅，使他們求和。永遠不要防守。永遠進攻」。他敦促使用「黑色宣傳」來「破壞個人、公司或國家的聲譽或公眾信仰」。這一套應對政策稱爲「公平遊戲法」（Fair Game Law）。
基於這一立場，山達基教會擅長使用訴訟和謊言來騷擾和攻擊批評者，意圖用黑社會性質的手段恐嚇批評者並製造「寒蟬效應」。
英國廣播公司（BBC）一台的新聞特寫節目《广角镜》在2007年5月14日，播出有關山達基的偵查報道。BBC記者John Sweeney指，該教涉嫌使用精神控制手段及歛財，學員與家人切斷聯絡，是個邪教；該教派擅長封殺反對意見，並涉嫌派出多人跟踪及滋擾他。
美國動畫其中有一集名為《困在衣櫃裡》，辛辣地譏刺了山達基的教義與活動。之後，該影集亦遭山達基工作人員或信徒予以抵制。

#### 诉讼
羅恩·賀伯特曾經寫道：「訴訟的目的是騷擾和使對手泄氣，而不是取勝。...... 當然，如果可能的話，把他完全殲滅。」1986年，在波士頓的聯邦上訴法院上，有證據表明教會聘用的調查員尤金·英格拉姆，誘導證人撒謊。8年後，英格拉姆在教會聘用為調查員期間，被控冒充警務人員，散播對一名警長的謠言，法院下令逮捕。
《時代雜誌》花了700萬美元來辯護其於1991年對山達基的一篇報導，此案於1996年被駁回。
1992年，美國洛杉磯縣高級法院法官 Ronald Swearinger，告訴美國律師雜誌，當他主持一宗反對山達基教會的訴訟時，他相信教會的特工割了他汽車的輪胎，并且溺斃了他的牧羊犬。
1996年，加利福尼亞州上訴法院指控山達基「利用訴訟程序以脅迫對方就範」。1996年，聯邦上訴法院在舊金山表示，山達基教會玩弄司法系統，徵收290萬美元罰款。

#### 個人資料外洩
在山達基的聽析過程中，聽析員會收集並記錄信徒的個人資訊。山達基教會聲稱會保護聽析記錄的機密性，但該組織有著利用記錄的保密資訊來攻擊和心理虐待前信徒的前科。例如，1969年12月16日，教會二號人物兼秘密警察領導人瑪麗·蘇·賀伯特發布的守護者辦公室命令（GO 121669）明確授權出於「內部安全」的目的來使用聽析記錄。前信徒也報告，他們參與了梳理聽析期間獲得的資訊的過程，以審查這些資訊是否可以針對批評者進行抹黑。
已離開山達基的前宗教技術中心監察長馬蒂·拉斯本（Marty Rathbun）透露，信徒湯姆·克魯斯聽析過程時偷錄的錄影帶內容會被轉錄成文本帶到內部會議上，而山達基的高管人員在會議上會討論這些內容。拉斯本也稱，教主會讀出克魯斯的聽析報告中的信息：“在深夜喝著蘇格蘭威士忌時，密斯凱維吉會讀克魯斯的越軌行為與隱瞞行為......對克魯斯的懺悔內容大開玩笑。

### 海洋機構奴工

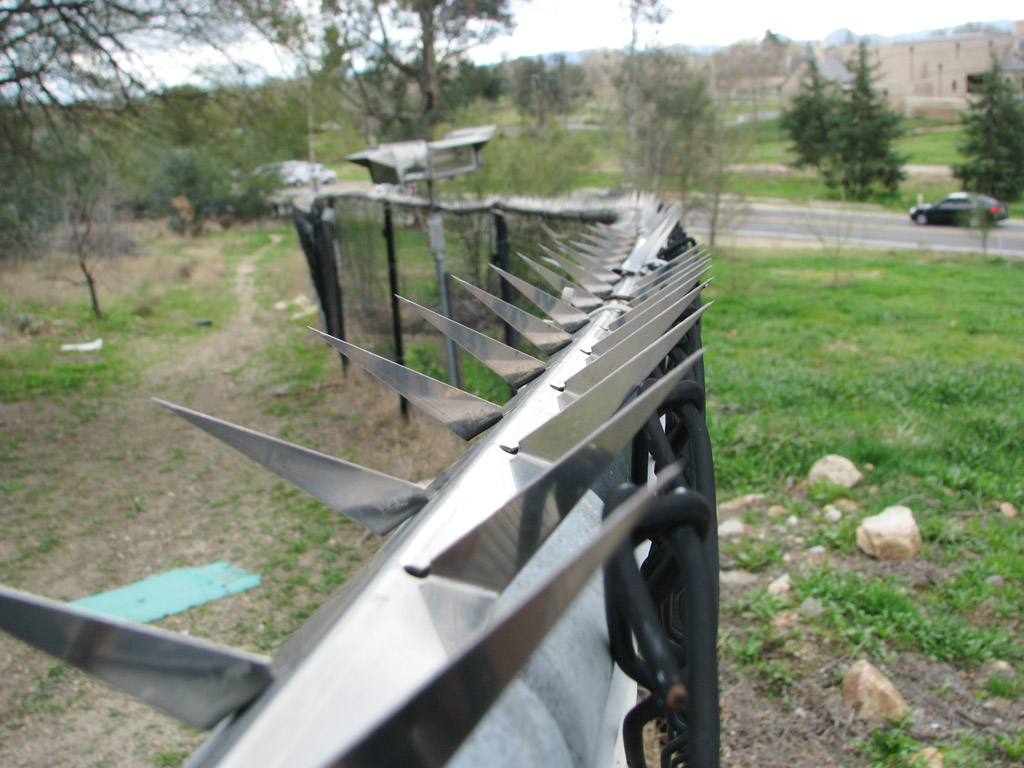
黃金基地外圍的倒刺牆防止信徒逃脫

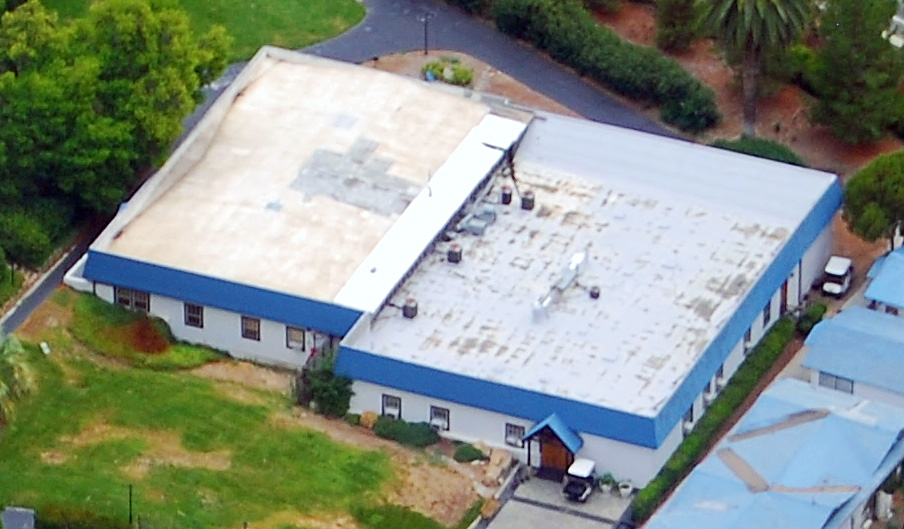
海洋機構的旗艦前艦長黛比（Debby Cook）指控曾和部分高管被集體關押于洞穴，被教主定罪者會在此處被虐待。

海洋機構是山達基教會的核心精英組織，1960年代曾有幾艘小型郵輪，員工在海上可以達成與社會的隔離並高級修行，由此得名。創辦人賀伯特將相關職員做海軍化階級分級，並穿類似制服，企圖營造星際艦隊氛圍。海洋機構人士在各個高階的山達基教會進行服務。
目前海洋機構僅有一艘船艦營運，其餘總體移到「陸上基地」總部。內部有一些對外經營的餐廳和旅館，但都隱含傳教活動。擁有海洋證在教會內部有光榮身份，然而實際上大部分人員工作艱苦，薪水微薄，教會被質疑時就辯稱它是修道會。陸地基地許多建築的清潔打掃，包含排泄物清理，都是海洋機構人員負責，等同於廉價勞工。每個海洋機構人員都要簽一份十億年合約來生世世貢獻山達基，雖然沒有法律效力，但實際上脫離機構是很困難的。大多數海洋機構人員住在佛羅里達州清水灣、加州洛杉磯、澳洲雪梨等大基地內宿舍，守衛森嚴，因爲有合約，教會不輕易批准離開，所有家人探視和上網、郵件都要經過審查。
教會主席大衛·密斯凱維吉侄女珍妮（Jenna Miscavige Hill）指控6歲起加入海洋機構開始做苦工，以此顯示教會的公平樣板給其他苦工教徒看，13歲時被審問性生活，17歲的時候試圖跳樓逃亡，最後教會怕她的身份招來負面新聞，才放棄追捕讓她逃出海洋機構成功，之後她向外宣揚在機構內有不少強制墮胎和童工的行為。

#### 勞改營
康復計劃部隊是給海洋機構人員贖罪的組織，實為一種關禁閉和勞改的處罰。被判入該隊的有四類：被心靈電儀表檢查出有隱藏邪惡意向的、沒生產力和牛津能力測驗低分的、對傳教業績（稱「曲線」）下降負責任的、和工作劣質的。John Duignan 描述在康復計劃部隊時居住在老鼠出沒的地下室中，從事多年有辱人格的工作，禁止配偶或子女探訪，形同關押。2012年前旗艦艦長黛比·庫克（Debbie Cook）在法院作證，她被帶到加州黃金基地的「洞穴」內和近百人集體關押了七周，僅提供剩菜剩飯。她曾一次站在垃圾桶裏12小時，脖子上掛著「同志」標記並接受上百人尖叫辱罵的批鬥，要她招認所謂的同性戀傾向，並一面在她的頭上潑冷水一面使她受掌摑折磨。

### 販運人口和其他針對婦女犯罪的指控
許多女性起訴山達基教會並提出各種指控，包括人口販運、強姦、強迫勞動和虐待兒童。2009年，兩名前海洋機構員工馬克和克萊爾·黑德利（Marc & Claire Headley）起訴山達基教會，指控其販賣人口。

#### 強制墮胎
海洋機構在海上船隻上運作，據了解，不允許在船上撫養兒童，因為「兒童會妨礙成年人執行重要任務」。懷孕的婦女錶示，她們被「強制說服」墮胎，以便留在海洋機構。
2003年，《印度时报》報道「強迫墮胎、毆打、飢餓被認為是這個教會的紀律工具」。一位前高層人士報告說，自1980年代末實施一項規定以來，「海洋機構」中的婦女有了「大約1500例墮胎」，因爲如果成員決定要孩子就不能繼續留在該組織。消息人士還指出，「如果已經在海洋機構工作了十年的成員決定要孩子，他們被解僱之後會獲得不超過一千美元的遣散費」。
山達基教的長期成員阿斯特拉·伍德克拉夫特（Astra Woodcraft）稱當她被迫使墮胎時，她就永遠離開教會了。前海洋機構成員凱倫‧普萊斯利 (Karen Pressley) 回憶道，山達基教友經常向她請求貸款，以便他們可以墮胎並留在海洋機構。前山達基教會員工克萊爾·黑德利 (Claire Headley)表示，她“被迫（兩次）墮胎以保住工作，並獲得了強迫勞動而遭受了個人權利和自由的侵犯”。勞拉·安·德克雷森佐 (Laura Ann DeCrescenzo) 報告說，她在未成年時「被迫墮胎」。2009年3月，莫琳·博爾斯塔德（Maureen Bolstad）報道說，在山達基教會總部工作的女性要求被迫墮胎，否則面臨被該組織管理層宣佈為「壓抑者」的懲罰。

### 前高層披露罪行
2009年6月21日，《聖彼得堡時報》刊登山達基特輯報道，四名前山達基海洋機構最高主管人員首次揭露內幕。通過美聯社，這報道單在美國已被轉載了177次以上。以下是報道中的重要資料：馬蒂·拉思本（Marty Rathbun），1977年20歲入教，2004年離教，是山達基教主大衛·密斯凱維吉的副手，且官方職位曾經僅次於教主本人。他是湯姆·克魯斯的聽析員，也是從美國國稅局爭取到宗教地位的主要人物。作爲協議上簽名人之一，拉思本承認，在麗莎·麥克弗森死亡事件中，他下令銷毀罪證。
前山達基首席發言人麥可·林德（Mike Rinder），在2007年英國廣播公司「廣角鏡」事件後不久離教。四人見證主席大衛密斯凱維吉經常毒打下屬（女職員例外），被打者不能還手，否則會受到更嚴重的處罰。 除了女主管士高比之外，全體也承認毒打下屬。雲特説被密斯凱維吉打了大概50次。對於沒有人敢還手，士高比説：「你沒有錢，你沒有工作經驗，你沒有任何東西，他可以把你丟棄街道上，摧毀你。」
2004年，密斯凱維吉召集30多名主管人員住在小辦公室內數星期，睡在地板上，除了洗澡之外不得離開辦公室，目的是制定戰略計劃，扭轉沒落趨勢。教主不滿所有產生出來的念頭，最後要大家玩「音樂椅」(大風吹)，輸了的要即時被調職海外，做最低下的工作，見不到家人。各人拚命用暴力玩了整晚，衣服也破了。
用以攻擊四位海洋機構最高主管的人格，教會公開了四人的「道德檔案」（ethics files），是他們在教時聽析懺悔的保密記錄。報道刊登後，更多前山達基人出來說被虐待的經過，另外四人也說被密斯凱維吉攻擊。

## 各地宗教資格和法律地位

视山达基教为宗教的国家
对山达基教会免除税收的国家
允许山达基教主持婚礼的国家
视山达基教为邪教的国家
情况未定的国家

山達基教會是少數被部分國家認定為邪教並正式監控的信仰組織。在如英國、加拿大、德國、法國、俄羅斯、中國等地区，山達基並沒有宗教地位，依各国规定被視為邪教或營利組織等。
與此同時，山達基目前在台灣、阿根廷、澳洲、哥倫比亞、哥斯大黎加、克羅埃西亞、印尼、義大利、墨西哥、尼加拉瓜、葡萄牙、南非已被合法認定為宗教。

### 德國
德國並不承認山達基是宗教，山達基教會被稱作機構（Organisation）；但是山達基機構在德國登記為非營利理想主義協會，具有合法形式。
自1997年起，根據內政部長會議的決議，山達基機構在德國受到國家安全部門的監控。德國憲法法庭在2004年同意憲法保護局的觀點，認為山達基有可能破壞民主社會的自由發展。2007年，德國聯邦和各州的內政部長宣布山達基違憲，部長們要求情報機構作調查，但最終沒有推行禁令。
在德國，聯邦行政法院於2005年12月裁定，個人可以將山達基教作為《基本法》第四條所保護意義內的宗教信仰。
2016年联邦宪法保卫局報告指出：“山達基機構致力於建立一個沒有普選和平等選舉的社會，拒絕民主法制”。

### 英國
山達基在英國是非營利機構，但不是合法宗教。
1959年，西薩塞克斯郡东格林斯特德的聖崗莊園（Saint Hill Manor）成爲該教的全球總部。1968年，英國政府開始禁止外籍山達基信徒入境和拜訪總部。山達基威脅要起訴英國政府，政府官員發岀緊急秘密請求，要求英國駐洛杉磯領事館調查賀伯特，外交官員發現，他收購了一所「文憑工廠」大學之後，立刻互相授予假的博士學位。1969年，高等法院駁回山達基申請，在法律上拒絕為他們的宗教成立一個認可的教堂。1970年英國上訴法庭拒絕薩西克斯教堂成為宗教敬拜之地的申請。1999年，英國慈善委員會駁回山達基申請，拒絕其成為慈善機構。委員們認為，山達基的核心活動——聽析和培訓——所提供的好處是私人性質。2000年，稅務海關總署承認山達基為非營利組織，可以免稅。2013年12月11日，英國最高法院宣布倫敦山達基教會之教堂，被視為英國法律下的宗教敬拜之地，一位政府大臣表示擔心，這項決定可能會影響山達基教未來在英國的法律地位。

### 法國
在法國，根據國民議會在1995年的2468號報告，將173個宗教歸類於類似邪教，其中，山達基教會列為「純粹邪教」，並建議禁止該教會的所有活動。2009年5月25日，六名法國領袖被控詐騙及非法供應藥物一案在巴黎開審，若被告罪成，法官極可能下令該教派的法國支部解散。同年10月27日，山達基名人中心和一家書店被判處有組織性詐欺罪名成立，罰款共60萬歐元，名人中心常務董事羅森柏格被判兩年緩刑，並被罰款三萬歐元，總裁被判10月緩刑，罰款5千歐元。淨化程式監督和維他命供應者被判非法供應藥物有罪，名人中心主管是同謀。總計六人有罪，被判緩刑及罰款。

### 希臘
1969年3月18日，希臘政府宣布，賀伯特以及他的大約200名山達基弟子「不受歡迎」，命令離開該國。1997年，希臘法庭裁定山達基是非法團體，下令立刻解散。

### 台灣
山達基教會於1988年傳入台灣，1991年正式在台中成立為地方性財團法人，並在2003年在內政部登記，成為全國性宗教財團法人以及合法立案之宗教。2013年12月7日，山達基高雄教會成立，成為台灣總部，也是台灣唯一的理想機構等級單位，負責統籌規劃各縣市山達基中心事務。高雄市政府民政局多年依照內政部法令，屡次表彰山達基教會高雄機構，高雄機構多次和其他一百多家團體共同獲得績優宗教團體獎。根據2015年6月山達基内部「Sec-Check」統計公布的資料顯示，山達基台北中心的書籍週銷量、輔導課時數，以及新募信徒數，均名列全世界各中心之首。台灣教會在傳教過程中，也引用賀伯特暗示自己是佛陀的語句來貼近佛教文化。山達基在台灣通過稱作「諮詢中心」、「顧問社」或「教育訓練機構」等的教會外圍組織吸引信徒，與此同時利用掩護機構來對政府機構乃至教育界施加影響。
2012年7月，一名楊先生指控說，其母親花了二百多萬新臺幣購買山達基課程，最近一年來甚至刷卡、向親友借錢，家人多次要求她退出教會，最後都以爭吵收場，還有被斷絕關係的危險，教會並未做出回應。
臺灣大學生愛麗絲，接觸山達基不久，於2011年加入海洋機構，並停學到澳洲，教會對她說是進修，但她簽了十億年的合約，雖然厭倦了那裏的生涯，但根據教會是不能違約的。2012年3月，她精神崩潰，被教會軟禁在隔離房，有教會臺灣前總裁李美足電話錄音做證。根據賀伯特的政策，精神崩潰的人要接受因爲麗莎·麥克弗森之死而出名的「反思程式」（Introspection Rundown）。愛麗絲試圖逃走時以拳頭打破窗口，受傷入院，診斷出有精神病，已再不能照顧自己的日常生活。教會拒絕賠償，透過律師發言，否認關愛麗絲在隔離房，並指羅恩·賀伯特的「隔離」是貶損之詞。澳洲廣播公司電視臺播出這段新聞前，兩名山達基教會人員在未得病人的家人、監護人同意下，把愛麗絲帶到臺中民間公證人陳毓倫辦事處，簽署了一份多頁的聲明，否認厭倦海洋機構想離開，否認被軟禁、被虐待、試圖逃跑時受傷。澳洲廣播公司的常務董事還接到愛麗絲的電郵附着聲明：「我不授權澳洲廣播公司、你們的記者或任何其他媒體公開此事，或利用我的不幸情況而得到優勢，或醜化一個我欣然支持的組織。」澳洲離教者多，根據人口調查只有二千多人，一半以上員工是臺灣來的，教會基地裏面的一切工作，包括清潔打掃全是海洋機構員工負責的。
2015年12月23日，山達基教會成員在台鐵高雄車站站前廣場違法擺攤舉辦免費的「牛津能力分析」，記者到場時卻遭到對方妨礙拍攝。遭多次警告未果後，警方依《道路交通管理處罰條例》罰鍰新台幣1500元。
2018年2月6日台灣花蓮發生震度7級大地震，大家在災後救難及重整家園的期間，山達基教會高雄機構以志願牧師之名前往災區作秀並攝影，說出「123 Action！」等語并來回表演五六次，同時濫用救災資源要求送餐至教會，遭到社會輿論撻伐。教會高雄機構2月11日針對此事在臉書粉絲專頁致歉。

## 網路

### 邪教預警網路
從1991年起，山達基的支持者們便不斷對山達基當時最有力的批評者邪教預警網路（CAN）進行法律訴訟，指控其「侵犯宗教信仰自由」。1996年，連年不斷的多達五十起官司使邪教預警網路無力支撐，終告破產。山達基信徒將其收購，教會將其改造成宣傳山達基的網站。
舊邪教預警網路的一位成員表示：「我們每花費五分，他們就花出一元。」；這位職務為發言人的組織幹部，指責山達基教會利用大量金錢拖垮邪教預警網路，並達成收購目的。然而，山達基教會卻說：「我們不對使邪教預警網路破產的訴訟案負責。」
山達基教會本身為示區分，常將1996年前反山達基的邪教預警網路稱為「舊CAN」，將其控制的邪教預警網路稱為「新CAN」。然而，反山達基者大都只承認原本的組織，並指責山達基教會製造混淆。

### alt.religion.scientology
alt.religion.scientology是一个成立于1991年的Usenet（网络论坛前身）新闻组，旨在讨论山达基教的信仰和实践活动。1995年1月，山达基教会專屬律所的律师海伦娜·科布林（Helena Kobrin）向Usenet服务器发送控制消息，指示删除该群组。然而实际收效甚微，因为群组流量很大，服务器默认配置会忽略此类控制消息，而即使被删除后新的群组也会迅速被重建。然而，这条删除指令消息的公開引起了言论自由倡导者的大量公开批评。因為公衆假设發佈该控制消息的动机是遏止关于山达基负面问题的讨论和压制言论自由。

### 在線心理諮商
有山达基教的分支，打着所谓心理咨询课程的名义，在中文互联网传播教义并借机敛财。该Access Consciousness组织由演講家加利·道格拉斯（Gary Douglas）建立，在中国成立了一家公司。該組織打着心灵成长的旗号，推销名为AccessBars的课程，其成员自称心灵领域工作者，其理論概念、經營策略、宣傳手法均與山達基雷同。根据该公司工商注册信息，该公司不得經營心理咨询相关业务。

### 與匿名者組織的衝突

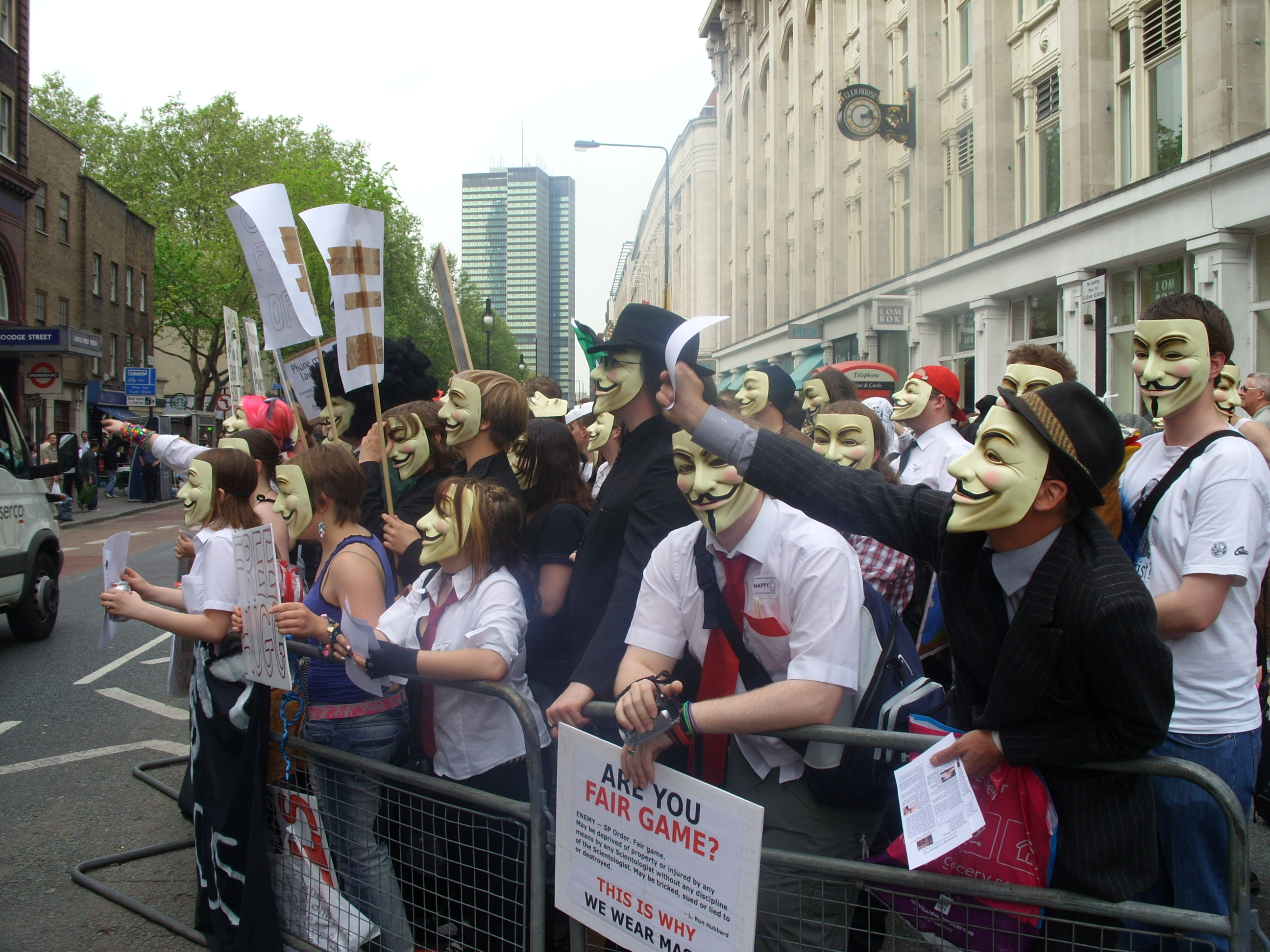
2008年，匿名反对山达基的活动逐渐从線上发展到了線下。图为在英国伦敦机构办公室前的抗议。

2008年1月14日，國際山達基人協會製作的一段採訪湯姆·克魯斯的影片被洩漏到網路並上傳到YouTube。山達基教會對 YouTube提出侵犯版權指控，要求刪除該影片。匿名者組織的參與者將山達基教會的行爲視作網路審查，並發起了“Project Chanology”行動，計畫包括針對山達基網站的阻斷服務攻擊、惡作劇電話以及向山達基中心發送純黑頁面傳真。匿名者組織隨後正式向山達基教會和宗教技術中心宣戰，他們認爲此舉可以保護言論自由，並結束教會對山達基人的經濟剝削。2008年2月10日，在受山達基教會迫害至死的麗莎·麥克弗森的忌日，約七千人在世界十餘個國家近百座城市的山達基教會前組織抗議。抗議者嚴密包裹自己，並多戴有V怪客面具，以保護自己避免被山達基教會提起訴訟。抗议问题包括对信徒的剥削和虐待，以及质疑山达基教会是否有资格作为一个免税的宗教组织。

## 宗教學分析
休·B·厄本（Hugh B. Urban）寫道：「山達基努力將自己定義為一種宗教，這使它成為一個理想案例，來讓我們思考應該如何理解和定義宗教」。
在《美國的宗教爭議的百科全書》中提到：「雖然山達基提出以下問題：『該如何為宗教做出定義？以及由誰做出定義？』但大多數學者承認它是一門宗教，這門宗教的來源和基礎，是源自美國的個人主義，以及在1950年代盛行的靈性交流。」
威廉·希姆斯·本布里奇，宗教學家、社會學家，在提到山達基的起源時，說它是科幻小說的次文化，也和嚴謹的宇宙起源論「協調一致」，但卻更為精確。雖然科幻小說有試圖影響並對抗科學的目的，但它卻有助於讓包括山達基在內的新宗教得以誕生。雖然它宣傳科學，但同時也扭曲它。科幻小說作家范·沃格特的小說Null-A Three就取材自早期戴尼提和山達基的發展歷史，它是根據普通語義學這一由阿尔弗雷德·柯日布斯基創造的聲稱可治療個人及社會問題的偽科學為基礎而寫成的。
大衛·G·布羅姆利對山達基的評論是：「透過增加新的存在觀點，以加強人們的力量；只有超凡卓越的信條才能賦予希望，並為人類做出定義。」
美國華盛頓大學宗教學副教授法蘭克·K·弗林寫道：「很明顯，山達基擁有自己典型的宗教儀式與禮拜慶典，也具有獨一無二的靈性生活形式。」弗林副教授進一步提到，一門宗教需要「相信某種抽象或無限的事物、實踐（儀式和行為守則）以加強信仰，以及一個由信仰和實踐所維持的社區。」山達基擁有所有以上這些特質。同樣地，《世界宗教在美國》一書也提到：「山達基包含和大多數其他宗教一樣的要素，包含傳說、經典、教義、禮拜、神聖的修行活動和儀式，對道德與品格的期待、一群信徒、神職人員與教會組織。」

### 与宗教团体的关系
山达基教创始人哈伯德撰写的山达基教经文声称，山达基教与所有现存的世界主流宗教完全调和，并且与这些宗教及其习俗并不冲突。尽管如此声称，山达基人不得参与心理治疗或类似的程序，无论是透过宗教方式还是心理学等其他方式。山达基教声称它与宗教兼容的部分原因在于它对唯一的神是否存在这一问题持开放态度。詹姆斯·R·刘易斯认为，山达基教“专注于改善人们今生的状况。作为对其他宗教开放态度的一部分，山达基人同时被允许信奉其他宗教”。
实际上，山达基教的前世观念与一神論宗教（基督宗教各派、回教、犹太教等）相矛盾。而该教教义中关于地球的起源理论和地球的年齡、罪恶的根源和人性的考虑和認識，使得山达基人不可能同时保持對大多数其他宗教的信仰。在山達基内部通讯中，賀伯特也提到，主流宗教未能实现其目标：“将贫穷理想化，将智慧与乞讨碗联系起来，将美德与低贱联系起来，这一切都很好。然而，那些这样做的人（佛教徒、基督徒、共产主义者和其他狂热分子）已经走到了死胡同，或者正在走到死胡同”。

### 與其他世界觀的比較
儘管山達基教並不是直接從另一種世界觀中產生的，並在宗教領域中創造了一些新的概念，但賀伯特創造山達基的一些依據和來源是可以找到的。最顯著的來源是來自哲學家威爾·杜蘭特1926年的經典著作《哲學的故事》，他決定了賀伯特理論的整體方向。賀伯特關於機械運作式的心靈的觀點，與杜蘭特關於斯賓諾莎的研究有極其相似之處。
西格蒙德·弗洛伊德的心理學理論和山達基教更是明顯相似。喬治亞攝政大學教授兼主席沃恩‧麥考爾（W. Vaughn McCall）寫道：「弗洛伊德和賀伯特都認為，早期的生活經驗可能會塑造一些無意識的心理過程，而這些過程會影響人後來的行為和思想」。兩種理論都提出了「心靈的三重結構」。弗洛伊德的心理學在20世紀30年代和40年代流行，是戴尼提理論的關鍵貢獻者，賀伯特在其最早期著作中毫無保留地承認了這一點，承認弗洛伊德是山達基的「主要先驅」。當賀伯特12歲時，遇見了曾跟隨弗洛伊德學習的美國海軍中校約瑟夫·奇斯曼·湯普森。賀伯特在1949年寫信給美國心理學會時也表示，他正在根據「弗洛伊德的早期工作」進行研究。
賀伯特說：「除非你已經觀察到了，否則山達基裡沒有什麼是真的；而唯有根據你的觀察，山達基才是真的」。

## 人口統計

### 招募
大多數加入機構的人都是透過朋友和家人介紹加入的。教會提供稱爲牛津能力分析的免費“性格測試”或“壓力測試”以吸引潛在的新成員，有時候還會涉及電儀表。它希望，如果非山達基教徒從教會購買一項服務並從中受益——教會術語中的「勝利」——他們更有可能從教會購買額外的服務。其他招募方法包括向非山達基教介紹此主題的講座和課程。
山達基教會自己在1998年公佈的統計數據顯示，52.6%的加入者是透過與現有成員的家人和朋友網絡加入的，18%是透過性格測驗吸引的，4.8%是透過宣傳吸引的，3.1%是透過講座吸引的。學者威斯布魯克對教會成員的訪談表明，大多數加入教會的人最初是被「所宣傳的實用好處」所吸引。威斯布魯克發現，不同的成員在最初參與的幾週內獲得了他們認為的精神體驗（例如靈魂出竅或前世記憶）後，加深了他們的進一步參與。

### 知名教徒
- 湯姆·克魯斯[291]
- 約翰·屈伏塔[292]
- 貝克·漢森
- 南希·卡特赖特
- 莉萨·玛丽·普雷斯利（後離教）
- 凯莉·普雷斯顿
- 劳拉·普莱潘（後離教）
- 麥可·潘納
- 伊丽莎白·莫斯
- 麗莎·麥克弗森
- 薇薇安·寇比力克
- 馬克·艾沙姆
- 艾萨克·海耶斯
- 張瑞竹
- 伊森·索普

## 流行文化

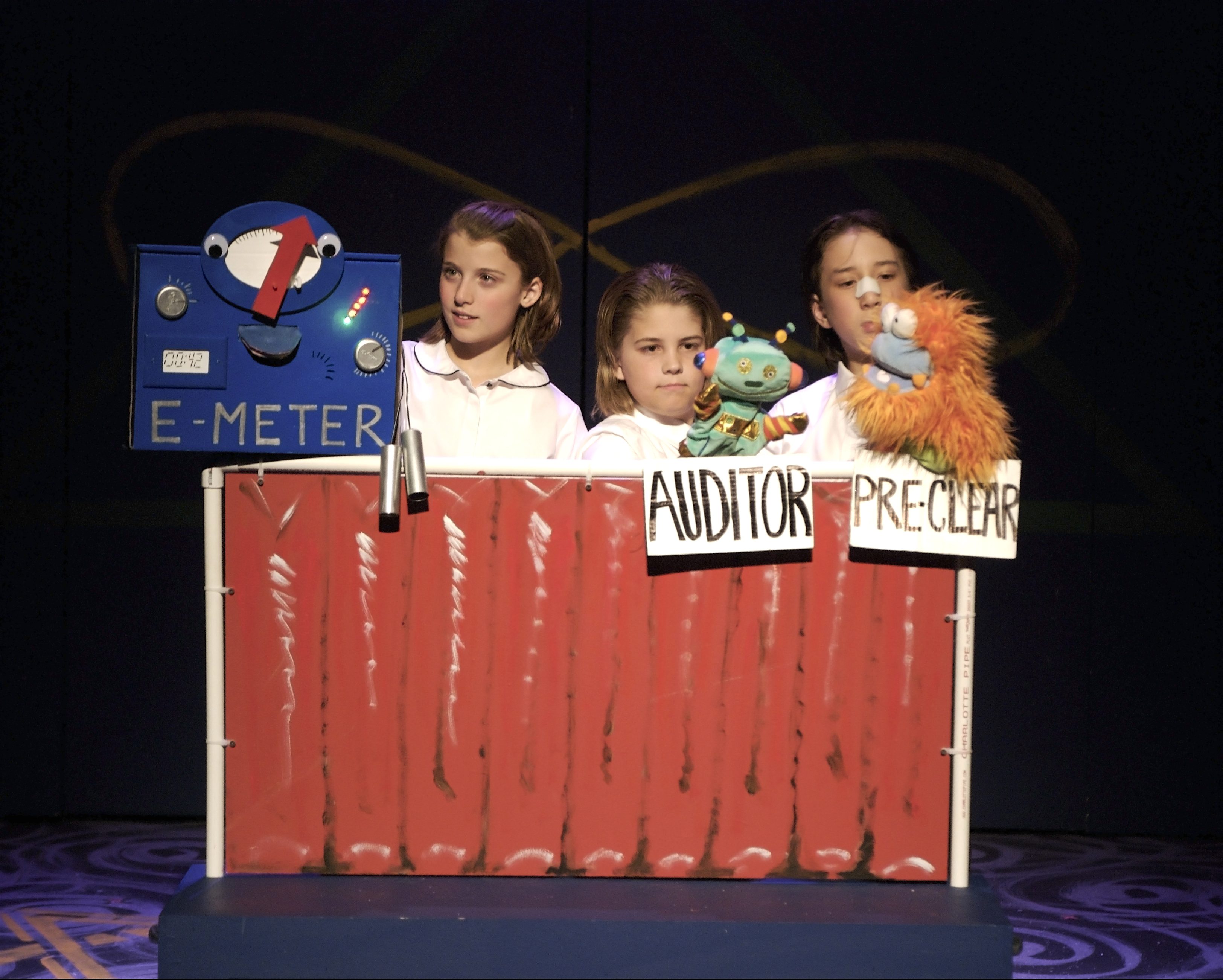
美國外百老匯獲獎音樂劇《一場非常歡樂的未經授權的兒童山達基盛會》中，兒童在解釋如何進行山達基的「聽析」。

山達基教在美國流行文化中有著很高的曝光度，以下列舉較爲著名的文化藝術作品。

### 電影
- 2012年保羅·湯馬士·安德遜執導的美國電影《大師》（The Master）講述了一個類似山達基的宗教組織的成立過程。[293]

### 電視劇集
- 《南方公園》第九季的劇集《困在衣櫃裡》指責山達基教是「一個全球騙局」[294]，並將山達基教的兹努神話公佈了出來，這是僅向捐贈巨款的信徒透露的高級機密。這一集的製作和播出，直接導致該劇集的山達基人配音演員艾薩克·海耶斯退出劇組。
- 《辛普森一家》第九季的劇集《教派的喜悦》間接諷刺了山達基教的不合理實踐和教會的不道德做法。
- 2017年Netflix影集 Dangerous Persuasion 第一季第四集播出Scientology my enternal control 播出美國一個加入山達基教結婚生子，夫妻一同進入海洋機構，丟入rehab後到最後決定逃離組織並退教的過程。

### 紀錄片
- 2015年HBO製作了一部有關山達基教的紀錄片《解密山達基》（Going Clear: Scientology and the Prison of Belief），是根據美國作家勞倫斯·萊特的同名書籍所製作的[295]。該片被提名7個艾美獎並獲得3個獎項[296]。

### 音樂
- 法蘭克·扎帕在其搖滾音樂劇Joe's Garage第二幕中有一首歌，A Token of My Extreme，假L·羅恩·胡佛（L. Ron Hoover）和第一應用學教會（First Church of Appliantology）之名諷刺了L·羅恩·賀伯特和山達基教會的虛偽和斂財[297][298]。

### 書籍
- 《Inside Scientology: The Story of America's Most Secretive Religion（英语：Inside Scientology: The Story of America's Most Secretive Religion）》，作者Janet Reitman，2011年出版
- 《走出科學神教的迷宮》（Im Labyrinth der Scientology），作者波特霍夫（Potthoff, Norbert），北京，中央編譯出版社，2001年出版

### 電子遊戲
- 俠盜獵車手V中有一個名為「埃普西隆教」（Epsilon）的信仰。玩家加入後可以發現其宣傳設計風格（標誌、字體和配色等）、教義（強調所謂科學性和事實）、新人的招募測試，總部大樓建築、與娛樂界名人的聯繫，以及圍繞著該教的爭議，都借鑑了山達基教[299][300]。

### 文獻書目
- Melton, Gordon. . Lewis, James R.  (编). . New York/Oxford: 牛津大學出版社. March 19, 2009: 17–29  [November 23, 2020]. ISBN 978-0-1953-3149-3. doi:10.1093/acprof:oso/9780195331493.003.0002. （原始内容存档于2022-07-04）.
- Hammer, Olav; Rothstein, Mikael. . . Cambridge/New York: Cambridge University Press. 2012: 113–132  [2024-12-30]. ISBN 978-0-521-19650-5. OL 25323554M. （原始内容存档于2025-01-15）.
- Lewis, James R. . Olav Hammer; Mikael Rothstein  (编). . Cambridge/New York: Cambridge University Press. 2012: 133–149  [2024-12-30]. ISBN 978-0-521-19650-5. OL 25323554M. （原始内容存档于2025-01-15）.
- Rothstein, Mikael. . James R. Lewis  (编). . New York and Oxford: 牛津大學出版社. 2004: 99–118. ISBN 978-0195369649.
- Rothstein, Mikael. . Lewis, James R.  (编). . Oxford/New York: 牛津大學出版社. 2009: 365–387  [2024-12-30]. ISBN 9780199852321. OL 16943235M. doi:10.1093/acprof:oso/9780195331493.003.0020. （原始内容存档于2024-12-02）.
- Rothstein, Mikael. . Numen (Leiden: Brill Publishers). 13 January 2016, 63 (1): 54–70. doi:10.1163/15685276-12341408.
- Thomas, Aled. . London: Bloomsbury. 2021. ISBN 978-1-350-18254-7.
- Starr, Martin P. . Bolingbrook, IL: Teitan Press. 2003. ISBN 978-0-933429-07-9.

## 外部連結

### 官方網站
- 山達基教會（臺灣）官方網站 （页面存档备份，存于）
- 山達基志願牧師 （页面存档备份，存于）
- 山達基教會高雄理想機構（台灣） （页面存档备份，存于）
- 世界山達基企業協會（台灣）
- 心靈電儀表 （页面存档备份，存于）
- 世界山達基企業協會 （页面存档备份，存于）（英文）
- The Association for Better Living and Education International （页面存档备份，存于）（英文）
- 應用教育協會 （页面存档备份，存于）（英文）
- 快樂之道基金會（台灣） （页面存档备份，存于）
- L.羅恩.賀伯特（台灣） （页面存档备份，存于）

### 批評資料
- 砸2百萬信教！男控湯姆克魯斯信的山達基宗教催眠母親 （页面存档备份，存于）
- 反山達基網站Scientology Lies （页面存档备份，存于）
- 多部山達基受害者訪談影音檔 （页面存档备份，存于）
- 英國廣播電台《廣角鏡》內容摘要 （页面存档备份，存于）
- 德國駐華盛頓領使館「德國政府對山達基的立場」
- 法國司法當局判處山達基教會罰款
- 在山達基教會中長大的麻省理工學生自殺事件
- 北美新浪網（2008）「匿名」組織抗議「希望山達基」教問題引起關注 （页面存档备份，存于）
- 對山達基的另一種看法[永久]
- 時代雜誌 Cover Story Archive.today的存檔，存档日期2012-05-24

### 山達基回应批評
- 針對男歌手豬頭皮先生之文章 （页面存档备份，存于）
- 針對《山達基創始人檔案》（Walter Martin著／胡加恩譯）
- 針對《山達基教會及其信仰根源》（作者：Kurt Van Gorden 翻譯：胡加恩）